# Мараньян (футбольный клуб)
«Маранья́н» (порт.-браз. Maranhão Atlético Clube) — бразильский футбольный клуб, представляющий город Сан-Луис, столицу штата Мараньян. В 2017 году клуб выступал в Серии D Бразилии.

## История
Клуб основан 24 сентября 1932 года, домашние матчи проводит на арене «Кастелан», вмещающей 40 000 зрителей. В чемпионате штата «Мараньян» клуб побеждал 15 раз, что является третьим результатом среди клубов штата за всю историю. Дважды в своей истории «Мараньян» играл в Серии А Бразилии, в 1979 году он занял 26-е место, а на следующий год занял последнее 44-е место. Семь сезонов команда провела в Серии В и пять в Серии С. В 2013 году клуб дебютировал в Серии D чемпионата Бразилии и занял 26-е место из 40 команд.

## Достижения
- Победитель Лиги Мараньенсе (15): 1937, 1939, 1941, 1943, 1951, 1963, 1969, 1970, 1979, 1993, 1994, 1995, 1999, 2007, 2013, 2023